# Geschmacksangabe (Wein)
Die Geschmacksangaben, auch Geschmacksgrade oder Süßegrade genannt, sind in der Europäischen Union in der Verordnung (EU) 2019/33 einheitlich geregelt, werden in den Ländern aber unterschiedlich bezeichnet. Beim Wein ist die Angabe auf dem Etikett nicht vorgeschrieben. In Deutschland ist sie bei trockenen Weinen üblich, während die Angaben halbtrocken, lieblich und süß selten auf den Etiketten zu finden sind, da sie die Vermarktung negativ beeinflussen können. Bei Schaumwein ist die Geschmacksangabe auf dem Etikett vorgeschrieben.
Die sensorische, subjektive Geschmackswahrnehmung unterliegt biologischen Schwankungen und hängt bei Weinen und Schaumweinen von mehreren Faktoren ab. Sie ist nicht identisch mit den jeweils messbaren Analysewerten ihrer Inhaltsstoffe. So können beispielsweise Weine mit relativ niedrigem Restzuckergehalt bei niedrigem Säuregehalt als „süß“ wahrgenommen werden und Weine mit hohem Säure- und hohem Restzuckergehalt „trocken“ schmecken. Auch Alkohol und Glycerin können im Wein zu einer süßen Geschmackswahrnehmung führen, obwohl der Wein analytisch „trocken“ ist. Auch die Reife eines Weins beeinflusst die Geschmackswahrnehmung, da geschmacksprägende Moleküle (Säuren, Gesamtzucker) zu Molekülkomplexen polymerisiert werden und dadurch sensorisch anders wahrgenommen werden. So schmecken beispielsweise reife edelsüße Weine (Eisweine, Beerenauslesen etc.) weniger süß als in ihrer Jugend. Umgekehrt können wiederum alte, trockene Rotweine durch hohe Extraktwerte und die Reife ihrer Tannine als „süßlich“ wahrgenommen werden.

## Wein
Eine Abweichung von 1 g/l ist zulässig.
| deutsch     | international                   | Definition |
| ----------- | ------------------------------- | --- |
| trocken     | sec, secco, auch: asciutto, dry | Wenn sein Zuckergehalt folgende Werte nicht überschreitet: - 4 g je Liter oder - 9 g je Liter, sofern der in g je Liter Weinsäure ausgedrückte Gesamtsäuregehalt höchstens um 2 g je Liter niedriger ist als der Restzuckergehalt.                                                    |
| halbtrocken | demi sec, abboccato, medium dry | Wenn sein Zuckergehalt den vorgenannten Höchstwert überschreitet, folgende Werte aber nicht überschreitet: - 12 g je Liter oder - 18 g je Liter, sofern der in g je Liter Weinsäure ausgedrückte Gesamtsäuregehalt höchstens um 10 g je Liter niedriger ist als der Restzuckergehalt. |
| lieblich    | moelleux, amabile, medium sweet | Wenn sein Zuckergehalt den vorgenannten Höchstwert überschreitet, aber nicht mehr als 45 g je Liter beträgt. |
| süß         | doux, dolce, sweet              | Wenn sein Zuckergehalt mindestens 45 g je Liter beträgt. |

### Weitere verwendete Begriffe
- Mild: Weine mit einem Restzuckergehalt über 45 g/l. In der Weinansprache wird „mild“ für Weine mit niedrigem Säuregehalt bzw. auch für „süße“ Weine verwendet, bei denen die Säure in den Hintergrund tritt.
- Feinherb: „Halbtrockene“ Weine an der oberen Grenze zu „trocken“ werden in Deutschland auf den Wein-Etiketten auch als „feinherb“ bezeichnet. Bis zu einem von Moselwinzern angestrebten Gerichtsentscheid[3] galt das Verbotsprinzip; es besagte, dass auf Etiketten keine Angaben gemacht werden durften, die im Gesetz nicht vorgesehen sind. Dies wurde mit der Bezeichnung „feinherb“ gekippt. Das Gericht konnte keinen Verstoß gegen das Irreführungsverbot des Art. 48 Verordnung (EG) Nr. 1493/1999[4] sowie des Art. 6 Verordnung (EG) Nr. 753/2002[5] erkennen, da mit „feinherb“ im Gegensatz zu den gesetzlich definierten Begriffen keine gesicherte Verbrauchererwartung verbunden sei.

### Nicht zu verwechselnder Begriff
Edelsüß: Weine aus besonders hochwertigen Trauben werden als Prädikatswein oder „edelsüß“ bezeichnet, da die geernteten Trauben einen hohen Zuckergehalt aufweisen (-> Grad Oechsle, Eiswein). „Edelsüße“ bezieht sich somit auf den Traubenmost, während die Geschmacksangaben den fertigen Wein beschreiben.

## Schaumwein
Bei Schaumweinen wird die Empfindung des Geschmacks süß durch die Kohlensäure abgeschwächt. Daher werden auch andere Grenzen des Gesamtzuckergehalts angewendet. Eine Abweichung von 3 g/l ist zulässig.
| deutsch       | international                                                             | Definition |
| ------------- | ------------------------------------------------------------------------- | --- |
| naturherb     | brut nature, auch: pas dosé, auch: dosage zéro, dosaggio zero, brut natur | Variante des Schaumweins mit einem Zuckergehalt unter 3 g/l. Nur zugelassen, wenn nach der zweiten Gärung kein Zucker zugesetzt wurde. |
| extra herb    | extra brut; extra bruto                                                   | 0–6 g/l Zuckergehalt |
| herb          | brut; bruto, brut                                                         | Schaumwein mit weniger als 12 g/l Zuckergehalt                                                                                         |
| extra trocken | extra dry, extra seco, extra dry                                          | Schaumwein mit einem Zuckergehalt zwischen 12 und 17 g/l                                                                               |
| trocken       | sec, secco, auch: asciutto, dry                                           | Schaumwein mit einem Zuckergehalt zwischen 17 und 32 g/l                                                                               |
| halbtrocken   | demi-sec, abboccato, medium dry                                           | Restzuckergehalt 32–50 g/l |
| mild          | doux, dolce, sweet                                                        | Zuckergehalt über 50 g/l |